# Olof A Söderbergs professur

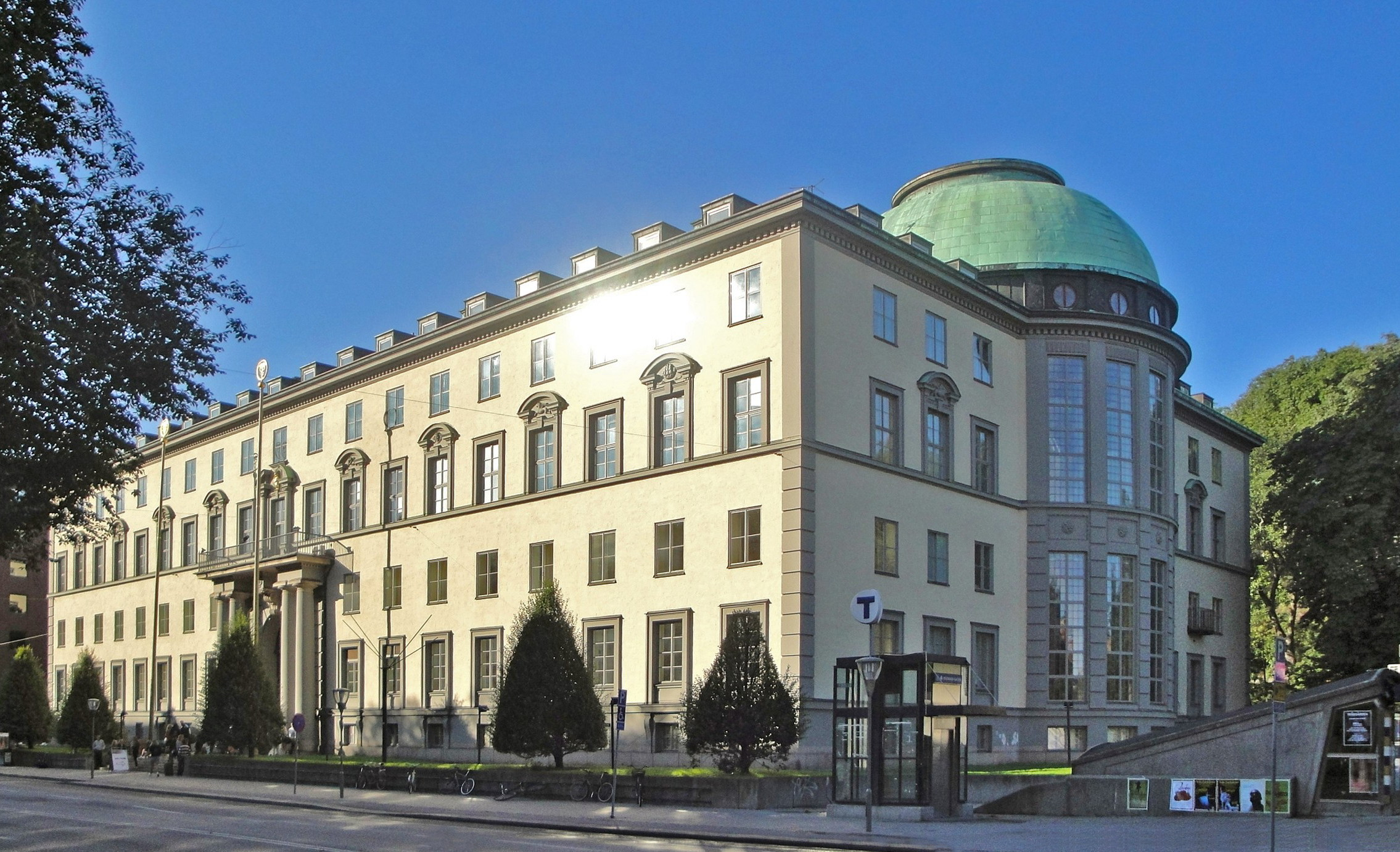
Olof A Söderbergs professur är en donationsprofessur vid Handelshögskolan i Stockholm

Olof A Söderbergs professur är en donationsprofessur vid Handelshögskolan i Stockholm. Professuren inrättades år 2003 genom en donation om 40 miljoner kronor från Ragnar Söderbergs stiftelse och Torsten Söderbergs stiftelse ''till minne av Olof A Söderberg, en av Handelshögskolans grundare''. Olof A Söderberg var en av initiativtagarna till Handelshögskoleföreningen, varigenom grunden lades för Handelshögskolan i Stockholm. Han var ledamot av Handelshögskoleföreningens styrelse från dess bildande 1906, sedan 1927 skattmästare för och ledamot av Handelshögskolan i Stockholms direktion. Nuvarande innehavare är professor Björn Axelsson vid Handelshögskolan i Stockholm.

## Innehavare
- Björn Axelsson 2003-